# Coreth
Coreth (francès Couret) és un municipi occità de Comenge, a Gascunya, situat al departament de l'Alta Garona i a la regió d'Occitània.